# Mendlik Ferenc
Mendlik Ferenc (Pécs, 1838. november 25. – Lovrana, Isztria, 1902. július 10.) főreáliskolai tanár. Mendlik János fia, Mendlik Ágoston, Mendlik Alajos, Mendlik Mihály és Mendlik Teréz testvére.

## Élete
Tanulmányait Pesten végezte, ahol 1865-ben tanári oklevelet nyert. Tanári pályáját Egerben kezdte, majd Baján (1864-65.) és az ungvári főgimnáziumban folytatta. 1872-től a budapesti VI. (később V.) kerületi állami főreáliskola tanára volt. 1898. május 14-én igazgatói címet kapott.
Cikkeket írt a középiskolai tanáregylet Közlönyébe és más szaklapokba.

## Munkái
- Rajzoló geometria. I.-IV. rész. A gymnasiumok I.-IV. osztályai számára. Bpest, 1887-89. (I., II. 3. kiadás, III., IV. 2. kiadás. Uo. 1896. Schmidt Ágostonnal együtt).
- Számtan polgári és felsőbb leányiskolák számára. I.-IV. rész, Uo. 1890. (I. rész 2. jav. kiadás. Uo. 1898., II. rész 2. jav. k. Uo. 1899.).

Kidolgozta a középiskolai tanításra vonatkozó utasítások matematikai részét.